# Linda Chavez-Thompson
Linda Chavez-Thompson (Lubbock, Texas, 3 de agosto de 1944) é uma líder sindical dos Estados Unidos. Filha de imigrantes mexicanos, Linda começou a trabalhar ainda criança na colheita de algodão em Lubbock, para complementar a renda familiar. Mais tarde, ela iniciou seu trabalho no sindicato laboral na cidade onde vivia, aderiu  ao movimento trabalhista internacional, em 1967 e assumiu vários postos na Federação Americana de Estado. Em 1988, ela se tornou vice-presidente da Federação Americana de Empregados Estaduais, Municipais e Municipais (AFSCME), em San Antonio, Texas, onde permaneceu até 1996. 
A sindicalista foi apontada pelo então presidente Bill Clinton para ocupar a Secretaria do Trabalho, porém não aceitou o convite, uma vez que havia sido eleita vice-presidente da Federação Americana do Trabalho e Congresso de Organizações Industriais (AFL-CIO), maior central operária dos Estados Unidos e Canadá. Atualmente, ela é Vice-presidente do Comitê Nacional Democrata, do Partido Democrata dos Estados Unidos.  